# Magone il Sannita
Magone il Sannita (fl. III secolo a.C.) è stato un militare cartaginese, uno dei luogotenenti più abili di Annibale durante la sua lunga campagna in Italia nella seconda guerra punica.

## Biografia
Questo generale cartaginese della guerra annibalica viene menzionato da Polibio e da Tito Livio; i due autori antichi riferiscono in particolare che Magone ebbe un ruolo importante subito dopo la battaglia di Canne quando ricevette da Annibale l'incarico di marciare con una parte dell'esercito cartaginese nel Bruzio e occupare quell'importante regione, ricercando la collaborazione delle popolazioni italiche locali. Magone riuscì in un primo momento a completare con successo la sua missione e fu per un considerevole periodo comandante in capo delle truppe cartaginesi nel Bruzio. Polibio peraltro critica il comportamento di Magone che egli giudica "avidissimo di ricchezza"; egli sarebbe stato, insieme al misterioso Annibale Monomaco, il maggiore responsabile dei saccheggi e delle devastazioni compiute dai cartaginesi durante la guerra in Italia.
È menzionato nel 212 a.C. con Annone per l'assedio e la conquista di Thurii; poco tempo dopo riuscì ad attirare in un'imboscata in Lucania, nei pressi di Benevento, il proconsole Tiberio Sempronio Gracco, che morì sconfitto in battaglia.  Magone immediatamente inviò il corpo senza vita del generale romano ad Annibale, assieme alle insegne del suo rango.
Poco dopo attaccò con 2.000 cavalieri, in un'azione di disturbo, le armate consolari nei pressi di Capua, riuscendo ad uccidere più di 1.500 Romani.
Nel 208 a.C. era il comandante della piazzaforte di Locri, quando il generale romano Lucio Cincio Alimento la attaccò sia per mare che per terra;  Magone si era asserragliato nella cittadella e si trovava in evidenti difficoltà, quando per sua fortuna l'arrivo inaspettato di Annibale consigliò i Romani di togliere l'assedio in modo precipitoso .
Secondo Polibio, Magone fu amico intimo e compagno di Annibale dagli anni dell'adolescenza e, secondo i Cartaginesi, divideva il vizio dell'avarizia con il grande generale .